# Věra Štechrová
Věra Štechrová (rozená Koťátková) (ve zdrojích uváděná také jako Štecherová) (* 20. prosince 1941) je bývalá československá hráčka basketbalu (vysoká 172 cm).
Za basketbalové reprezentační družstvo Československa v letech 1962 až 1968 odehrála celkem 104 utkání a má významný podíl na dosažených sportovních výsledcích. Zúčastnila se dvakrát mistrovství světa a čtyřikrát mistrovství Evropy v basketbale žen, na nichž získala celkem pět medailí, z toho tři stříbrné za druhá místa (MS 1964 a ME 1962, 1966) a dvě bronzové medaile za třetí místa (MS 1967 a ME 1964). Reprezentační kariéru zakončila po Mistrovství Evropy 1968 v Itálii (9. místo).
V československé basketbalové lize žen hrála celkem 10 sezón (1956-1973), všechny za Slovan Orbis Praha, v nichž s týmem získala v ligové soutěži celkem 6 medailí, z toho čtyřikrát titul mistryně Československa (1961, 1962, 1964, 1965) a dvě stříbrné medaile za umístění na 2. místě (1963, 1967). Dvakrát byla zařazena do nejlepší pětky (All Stars basketbalové ligy) v sezonách 1965/66 a 1966/67. S týmem Slovan Orbis Praha startovala v pěti ročnících FIBA Poháru evropských mistrů, v němž se tým vždy probojoval až do semifinále. ,,
Je zařazena na čestné listině zasloužilých mistrů sportu. V roce 2007 byla uvedena do Síně slávy České basketbalové federace.

## Sportovní kariéra
- Klub
- 1960-1970 Slovan Orbis Praha: 4x 1. místo (1961, 1962, 1964, 1965), 2x 2. místo (1963, 1967), 4. místo (1968), 2x 5. místo (1966, 1969), 6. místo (1970)
- celkem 10 ligových sezón, od zavedení evidence podrobných statistik ligových zápasů (v sezóně 1961/62) zaznamenala celkem 1966 ligových bodů.
- Československo: 1962–1968 celkem 104 mezistátních zápasů, z toho na MS a ME celkem 171 bodů ve 33 zápasech
- Mistrovství světa: 1964 Lima, Peru (28 bodů /7 zápasů), 1967 Praha (39 /6), na MS celkem 67 bodů v 13 zápasech
- Mistrovství Evropy: 1962 Mulhouse, Francie (2 /2), 1964 Budapešť (20 /6), 1966 Rumunsko (65 /6), 1968 Messina, Itálie (17 /6), na ME celkem 104 bodů ve 20 zápasech
- úspěchy:
- Mistrovství světa v basketbalu žen: 2. místo (1964), 3. místo (1967)
- Mistrovství Evropy v basketbale žen: 2x 2. místo (1962,1966), 3. místo (1964)
- FIBA Pohár evropských mistrů žen, 5x se s týmem probojovala až do semifinále soutěže (1961 až 1966)